# Том Беренџер
Томас Мајкл Мур (енгл. Thomas Michael Moore; Чикаго, Илиној; рођен, 31. маја 1949), познатији као Том Беренџер (енгл. Tom Berenger), понегде и као Том Беринџер, амерички је филмски и телевизијски глумац.
Био је номинован за Оскара за најбољег споредног глумца, за улогу наредника Боба Барнса у филму Вод (1986). Познат је по игрању Џејка Тејлора у серијалу филмова Прва лига и као Томас Бекет у филмовима серијала Снајпериста. Други филмови у којима је наступао су У потрази за господином Гудбаром (1977), Пси рата (1980), Велика језа (1983), Детектив и дама (1987), Издана (1988), Сливер (1993), Гетисбург (1993), Замена (1996), Дан обуке (2001) и Почетак (2010), поред многих.
Беренџер је освојио награду Прајмтајм Еми за најбољу споредну мушку улогу у мини-серији или ТВ филму, за свој наступ као Џим Венс, у минисерији Хатфилди и Макоји 2012. године.